# Massimo Oddo
Massimo Oddo (* 14. Juni 1976 in Città Sant’Angelo (PE), Italien) ist ein italienischer Fußballtrainer und ehemaliger Fußballspieler. Aktuell ist er der Cheftrainer der 2. Mannschaft der AC Mailand.

## Spielerkarriere

### Vereine
Oddo spielte vom sechzehnten bis siebzehnten Lebensjahr für seinen Heimatverein Renato Curi Angolana, der nach Renato Curi benannt wurde. Dem Jugendalter entwachsen gelangte er zum Erstligisten AC Mailand, für den er in zwei Spielzeiten kein einziges Ligaspiel absolvierte. Um Oddo dennoch Spielpraxis zu ermöglichen, wurde er über Leihgeschäfte zunächst an Drittligavereine in Fiorenzuola d’Arda, Monza, Prato und Lecco, dann an Zweitligavereine, abermals in Monza und Neapel abgegeben.
Erst zur Saison 2000/01 wurde er aus dem Mailänder Vertrag entlassen und erhielt beim Erstligisten Hellas Verona einen solchen. Nach zwei Spielzeiten, 64 Spielen und 9 erzielten Toren verließ er den Verein, der am Ende der Saison in die 2. Liga absteigen musste. Es folgte eine vier Jahre währende Vereinszugehörigkeit beim Erstligisten Lazio Rom, für den Oddo 135 Spiele (17 Tore) bestritt und deren Spielführer er war, bevor er – unmittelbar nach der Begegnung zwischen Lazio und dem AC Mailand am 21. Januar 2007 – zu seinem ersten Profi-Verein zurückkehrte; für die Begegnung mit seinem künftigen Arbeitgeber Mailand wurde er 'sicherheitshalber' aus dem Kader gestrichen.
Im Sommer 2008 wechselte Massimo Oddo leihweise zum FC Bayern München in die Bundesliga. Sein Debüt gab er am 13. September 2008 (4. Spieltag) – in der 67. Minute für Christian Lell eingewechselt – beim 3:0-Sieg der Bayern beim 1. FC Köln. Des Weiteren kam er zu sieben Einsätzen in der Champions League und zwei im DFB-Pokal-Wettbewerb. Die Bayern besaßen eine Kaufoption für Oddo, nahmen diese – wie am 22. Mai 2009 bekanntgegeben – nicht wahr, sodass Oddo zum Saisonende zum AC Mailand zurückkehrte. 2011 gewann er mit seiner Mannschaft sowohl die italienische Meisterschaft als auch den italienischen Supercup, als die Mannschaft am 6. August 2011 in Peking Inter Mailand mit 2:1 besiegte.
Im August 2011 wurde Oddo vom AC Mailand für ein Jahr an den Ligakonkurrenten US Lecce verliehen und beendete dort auch seine Laufbahn als Profifußballer.
Im Rahmen des Fußballskandals im Jahr 2013 um Transferverträge wurden auch Verträge von Massimo Oddo nach Unregelmäßigkeiten untersucht.

### Nationalmannschaft
Bis auf die U-21-Nationalmannschaft durchlief Oddo sämtliche Jugendauswahlmannschaften, bevor er am 21. August 2002 in Triest (unter Giovanni Trapattoni) bei der 0:1-Niederlage im Test-Länderspiel gegen Slowenien in der A-Nationalmannschaft debütierte. Sein einziges Länderspieltor erzielte er am 7. Oktober 2006 in Rom beim 2:0-Sieg über die Ukraine im dritten EM-Qualifikationsspiel per Strafstoß.
Oddo gehörte 2004 dem EM- und 2006 dem WM-Kader an. Sein einziges Spiel im Turnier in Deutschland bestritt er im Viertelfinale, beim 3:0 der Squadra Azzurra gegen die Ukraine, als er in der 68. Minute für Mauro Camoranesi eingewechselt wurde.
Sein letztes von 34 Länderspielen absolvierte er am 6. Februar 2008 in Zürich beim 3:1-Erfolg über Portugal.

### Erfolge
Lazio Rom
- Italienischer Pokalsieger: 2003/04

AC Mailand
- Italienischer Meister: 2010/11
- Champions-League-Sieger: 2006/07
- UEFA-Supercupsieger: 2007
- FIFA-Klub-Weltmeister: 2007
- Italienischer Supercupsieger: 2011

Nationalmannschaft
- Weltmeister: 2006

## Trainerkarriere
Seit der Saison 2015/16 war Oddo Cheftrainer des italienischen Zweitligisten Delfino Pescara 1936; am Saisonende stieg er mit der Mannschaft nach dreijähriger Abwesenheit wieder in die Serie A auf. In den Aufstiegsfinalspielen setzte sich seine Mannschaft – nach Hin- und Rückspiel – mit 3:1 gegen Trapani Calcio durch.
Im Februar 2017 wurde Oddo als Trainer von Delfino Pescara 1936 freigestellt.
Am 21. November wurde Oddo als neuer Trainer des italienischen Erstligisten Udinese Calcio vorgestellt. Am 24. April 2018 wurde Oddo nach elf Niederlagen in Folge freigestellt.
Ende Februar 2025 übernahm Oddo die 2. Mannschaft der AC Mailand in der Serie C von seinem ehemaligen Teamkollegen Daniele Bonera. Aber auch unter seiner Leitung konnte sich die Mannschaft nicht stabilisieren und musste am Saisonende in den Play-outs den Abstieg in die Serie D hinnehmen. Oddo verblieb nach dem Abstieg im Verein und verlängerte seinen Vertrag bis Sommer 2027.
Erfolge
- Aufstieg in die Serie A: 2015/16 (Delfino Pescara 1936)

## Sonstiges
Sein Vater Francesco spielte ebenfalls Fußball und übte das Traineramt aus.